# Gulfstream G280
Gulfstream G280 — реактивный самолёт бизнес-класса, выпускаемый в настоящее время корпорацией Gulfstream Aerospace.

## История создания
В 2005 году Gulfstream Aerospace и IAI начали разработку нового самолёта, который должен был сменить модель Gulfstream G200. В 2008 году началась сборка первых самолётов под названием G250. Самолёт кардинально отличался от модели G200. На него установили новые двигатели, новую кабину пилотов и новый интерьер. Крылья и хвост модели были полностью переделаны инженерами Gulfstream Aerospace.
О старте проекта было объявлено в 2008 году. 11 декабря 2009 года состоялся первый полёт Gulfstream G280 в Тель-Авиве. Самолёт пробыл в воздухе три часа двадцать минут, испытания прошли на высоте 10 000 метров со скоростью 0,7 маха.
G280 отличался от G200 увеличенной кабиной, новыми экономичными двигателями HTF7250G, новым T-образным хвостом, новой антиобледенительной системой, в кабину были добавлены 5 иллюминаторов и возможность доступа к багажному отсеку во время полёта. Объём салона у G280 стал больше, чем у G200 и конкурентов, было повышено давление и снижен уровень шума в салоне. У самолёта самый объемный в классе задний багажный отсек (3,4 м³). Конструкторы избавились от топливного бака в хвостовой части фюзеляжа. Все свое топливо G280 несет в крыле, центроплане и подфюзеляжном баке.

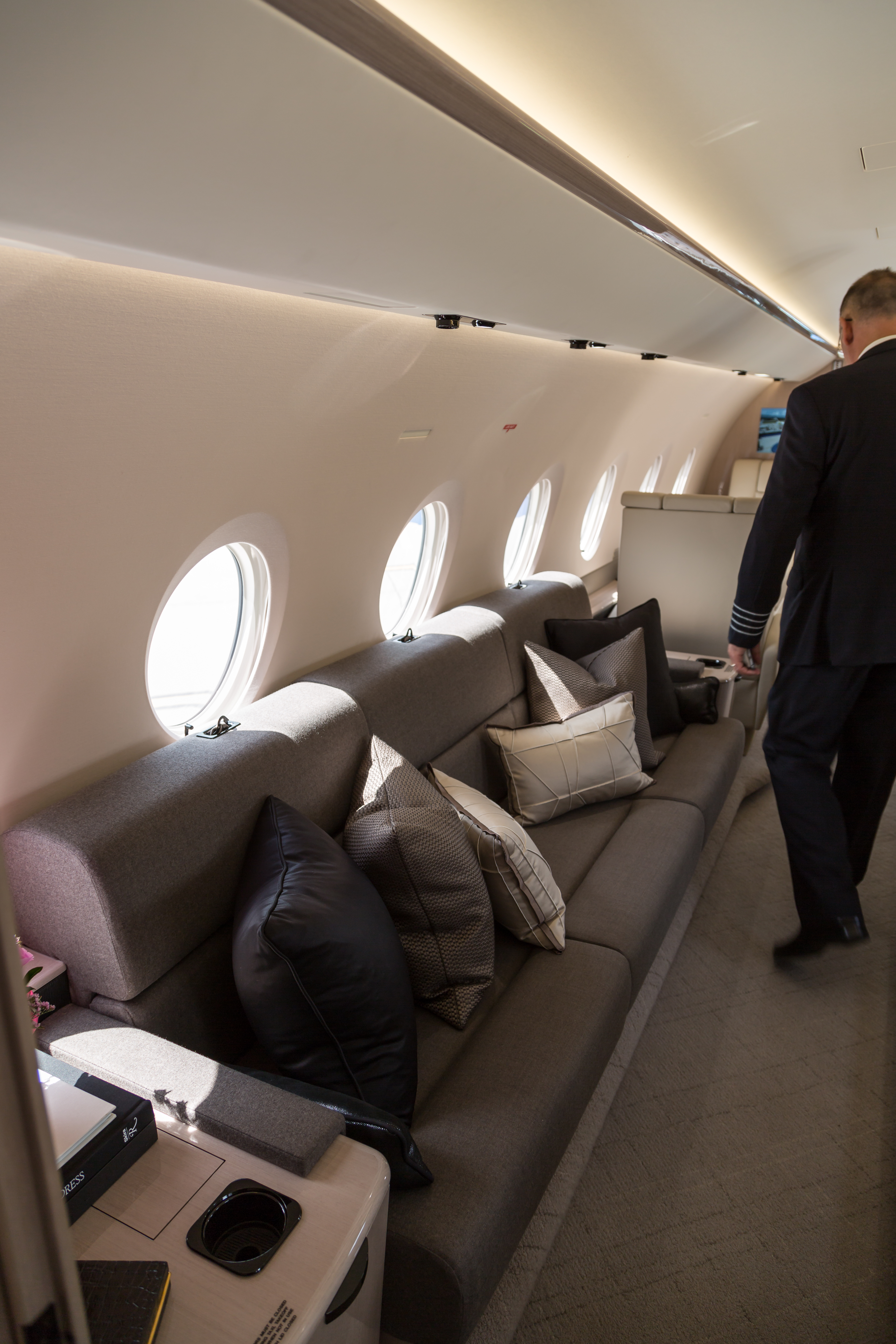

В 2011 году G250 был переименован в G280 потому, что «обозначение G280 является более подходящим порядковым номером в некоторых культурах».
В сентябре 2012 года самолёт был полностью сертифицирован.
Gulfstream G280 собрал более 20 рекордов скорости, установленных для определённых пар городов мира.

## Лётно-технические характеристики
- Экипаж: 2
- Пассажиры: 10
- Полезная нагрузка: 1840 кг
- Длина: 20,3 метров
- Размах крыльев: 19,2 метра
- Высота: 6,5 метров
- Площадь крыла: 46 м²
- Масса пустого снаряженного самолёта: 10 954 кг
- Максимальная взлетная масса: 17 960 кг
- Двигатели: 2 × HoneywellHTF7250G
- Расход топлива:1070 литров в час

Летные характеристики
- Максимальная скорость: 905 км/ч (М = 0,85)
- Крейсерская скорость: 850 км/ч (М = 0,8)
- Дальность полёта: 6 667 км (3600 морских миль) на скорости 0,80 Маха с 4 пассажирами
- Практический потолок: 13 715 м